# Kriti I
Die Kriti I ist eine Fähre der griechischen ANEK Lines, die 1979 als New Suzuran (japanisch ニューすずらん Nyū Suzuran) in Dienst gestellt wurde. Seit Juli 2014 ist sie auf der Strecke von Piräus nach Iraklio im Einsatz.

## Geschichte
Die New Suzuran entstand unter der Baunummer 828 in der Koyo Dockyard in Mihara und wurde am 22. Februar 1979 vom Stapel gelassen. Nach seiner Ablieferung an die japanische Reederei Shin Nihonkai Ferry nahm das Schiff im Mai 1979 den Fährbetrieb zwischen Otaru und Tsuruga auf. Das Schwesterschiff der New Suzuran, die New Yukari, ergänzte sie im selben Jahr auf dieser Strecke.
Nach siebzehn Jahren im Dienst für Shin Nihonkai wurde die New Suzuran im Mai 1996 an die griechische ANEK Lines verkauft und in Kriti I umbenannt. Nach seiner Überführung nach Perama und einem Umbau für zusätzliche Passagierkapazität nahm das Schiff im Juni 1997 den Dienst von Ancona über Igoumenitsa nach Patras auf.
In den folgenden Jahren wechselte die Kriti I mehrfach die Einsatzstrecke. Seit Juni 2000 war sie zwischen Ravenna und Catania im Einsatz, 2001 wechselte sie auf die Strecke von Piräus nach Iraklio, wo sie die nächsten sechs Jahre verbrachte. Seit Oktober 2007 befuhr das Schiff die größere Route von Patras über Korfu und Igoumenitsa nach Venedig, ehe es im Juni 2011 kurzzeitig in Perama aufgelegt wurde.
Von September bis Oktober 2010 war die Kriti I für kurze Zeit zwischen Piräus und ihrem Heimathafen Chania im Einsatz, anschließend wechselte sie wieder auf die Strecke von Patras über Igoumenitsa nach Venedig. Von Dezember 2012 bis Mai 2013 lag das Schiff erneut in Perama auf, nach weiteren Liegezeiten in Syros und Livorno kam es im Juni 2013 unter Charter der Reederei Goinsardinia zwischen Olbia, Livorno und Civitavecchia wieder in Fahrt.
Nachdem sie nach Auslaufen der Charter von September 2013 bis Juli 2014 erneut in Perama auflag wechselte die Kriti I auf ihre heutige Einsatzstrecke von Piräus nach Iraklio. Von März 2017 bis November 2018 war das Schiff an die italienische Reederei Grandi Navi Veloci nach Civitavecchia verchartert.
Das Schwesterschiff New Yukari ist seit 1996 als Kriti II ebenfalls für die ANEK Lines im Einsatz.